# 哈茨格罗德
哈茨格罗德（德語：Harzgerode，發音：[haːɐ̯tsɡəˈʁoːdə] ⓘ）是德国萨克森-安哈尔特州哈茨县的城市，面积164.68平方千米，2023年12月31日人口为7,510人。